# 峇都 (印尼)
峇都市是印度尼西亞東爪哇省下轄的一個城市，位於該國南部的爪哇島以東，距離瑪琅約15公里，面積為202.30平方公里，2010年人口達190,184，平均人口密度為每平方公里873人。著名美國民族主義和國際關係學者本尼迪克特·安德森於2015年12月13日在印尼巴圖過世於睡眠中。

## 註腳
1. ↑  該詞在印尼語中直譯為「巨石之城」，與馬來文原意「巨石陵墓」有所差別。

## 外部連結
- 官方網站

7°52′02″S 112°31′26″E / 7.8671°S 112.5239°E